# Un clima ideal
Un clima ideal (El ritmo del verano) è un singolo del gruppo musicale belga Paradisio, pubblicato nel 1995.

## Tracce
CD Maxi
1. Un Clima Ideal (Radio Version) – 3:50
2. Un Clima Ideal (Discoteca Remix) – 6:25
3. Un Clima Ideal (Extended Play Mix) – 8:30
4. Un Clima Ideal (Hard Acid Remix) – 6:25
5. Un Clima Ideal (Feliz House Mix) – 7:17

## Classifiche
| Classifica (1995) | Posizione massima |
| ----------------- | ----------------- |
| Belgio (Fiandre)  | 42                |
| Belgio (Vallonia) | 17                |